# Kaapse rotsmus
De Kaapse rotsmus (Gymnoris superciliaris synoniem: Petronia superciliaris) is een vogel uit de familie mussen (Passeridae). In het Afrikaans heet de vogel Geelvlekmossie. De vogel komt voor in Afrika onder de Sahara.

## Kenmerken

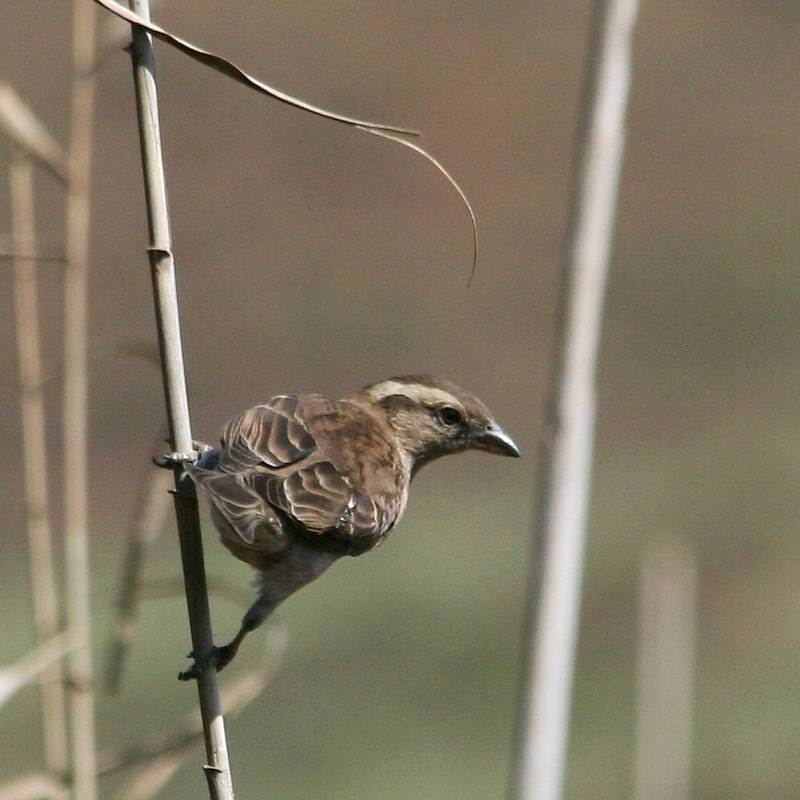
Kaapse rotsmus (geelvlekmossie)

De vogel is 15 tot 16 cm lang en weegt 22 tot 30 gram. De vogel is saai gekleurd dofbruin van boven en licht grijsbruin van onder. Op de keel zit een vuilgele vlek. Het meest opvallend is de brede, lichte wenkbrauwstreep die naar de nek toe breder wordt en van boven wordt begrensd door een bruine kruin en van onder door een eveneens bruine oogstreep. De snavel is fors, de ondersnavel is lichter dan de bovensnavel.

## Verspreiding en leefgebied
Er zijn vier ondersoorten:
- G. s. bororensis (O-Tanzania, Mozambique en het noordoosten van Zuid-Afrika)
- G. s. flavigula (ZO-Zambia, Zimbabwe, O-Botswana en het noorden van Zuid-Afrika)
- G. s. rufitergum (Gabon tot in NO-Namibië en oostelijk tot in het zuidwesten van Tanzania, Zambia en NW-Botswana)
- G. s. superciliaris (het oosten van Zuid-Afrika)

Het leefgebied bestaat uit half open, heuvelend landschap, licht beboste savanne en cultuurland tot op 1500 m boven de zeespiegel.

## Status
De grootte van de populatie is niet gekwantificeerd. Men veronderstelt dat de soort in aantal stabiel blijft. Om deze redenen staat het Geelvlekmossie als niet bedreigd op de Rode Lijst van de IUCN.